# جون إيل
كان جون مارسدن إيل جونيور اختصارا جون إيل (بالإنجليزية: John Ehle)‏ (13 ديسمبر 1925م- 24 مارس 2018م) كاتباً أمريكياً اشتهر بأدب رواياته التي تدور أحداثها في جبال الأبلاش في الجنوب الأمريكي. وقد وُصِف بأنه «أب لأدب الآبالاش».وُلد جون إيل في آشفيل بولاية كارولينا الشمالية، وهو الأكبر من بين خمسة أبناء من جلاديس (ني ستارنز) وجون مارسدن إيل، مدير قسم شركة التأمين. أجداده من الأب هاجروا من ويلز وإنجلترا.
تم تجنيده في جيش الولايات المتحدة خلال الحرب العالمية الثانية، حيث خدم كرجل سلاح في فرقة المشاة 97. بعد خدمته العسكرية، ذهب للدراسة في جامعة  كارولينا الشمالية في تشابل هيل، وحصل على درجة البكالوريوس في الآداب في الراديو والتلفزيون والصور المتحركة في عام 1949م ولاحقًا درجة الماجستير في الفنون المسرحية (1953م). كما عمل في هيئة التدريس بجامعة نورث كارولينا في تشابل هيل من 1951م إلى 1963م.وخلال عمله في الجامعة كتب مسرحيات متسلسلة بعنوان مغامرة أمريكية، والتي عرضت على راديو NBC.
وبدأ في كتابة روايته الأولى «يتحرك على الجبل» ونشرتها دار هودر وستوفتون للندن في عام 1975م. وفي العام التالي، عاد مع سيرة ذاتية سماها الناجي: قصة إيدي هوكوف في عام 1964م، ونشر هاربر ورو كتابة الأكثر شهرة «قواطع الأرض»، وهو عبارة عن سرد خيالي تم إعداده في أواخر القرن الثامن عشر يتعلق بقصة الرواد البيض الأوائل الذين استقروا في برية الآبالاش بجبال غرب كارولينا الشمالية. تم إعادة نشر «قواطع الأرض» والتي نفدت طباعتها لعدة عقود في عام 2006م بواسطة دار الصحافة 53، في ونستون سالم بولاية  كارولينا الشمالية. مع رواية قواطع الأرض بدأ سلسلة من سبعة أجزاء من الخيال التاريخي حول منطقة الأبلاش. تم تعديل إثنتين من رواياته الإحدى عشرة «رجال الشتاء» و «رحلة الملك أغسطس» وتحولت إلى أفلام.
من بين أعماله الستة الخيالية كتاب «الرجال الأحرار» عام 1965م، وهو يتمحور حول شخصية الرجل الأول المناضل ضد الفصل العنصري في تشابل هيل في شمال كارولينا في ذروة حركة الحقوق المدنية في الستينيات.

## حياته الشخصية
كان ايل متزوجاً من الممثلة الإنجليزية روزماري هاريس وبالتالي كان والداً للممثلة جنيفير إيل. لقد كان إيل نشطاً في عدد من المشاريع الاجتماعية والتعليمية ومكافحة الفقر في كالورينا الشمالية من عام 1963م إلى عام 1964م، حيث عمل إيل كمساعد خاص لحاكم ولاية كارولينا الشمالية تيري سانفود، وهو منصب أطلق عليه سانفورد  «مركز أبحاث الرجل الواحد»، وهي منظمة ربحية تمول بشكل أساسي من المنح المقدمة من مؤسسة فورد لمكافحة الفقر في ولاية كارولينا الشمالية. كامتداد لتركيز الحاكم سانفورد على التعليم فإن لإيل دوراً بارزاً في تأسيس مدرسة كارولينا الشمالية للفنون ، ومدرسة العلوم والرياضيات، وكانت من بين المدارس الثانوية الأول في دعم الموهوبين في أمريكا. وتجدر الإشارة إلى أنه كان مسؤولاً عن تأسيس مدرسة الحاكم في كارولينا الشمالية حيث يوجد بها أول برنامج صيفي من نوعه للطلاب الموهوبين في ولاية كارولينا الشمالية.
عمل إيل كمستشار في مجموعة البيت الأبيض للشؤون الداخلية للرئيس ليندون جونسون من عام 1964م إلى عام 1966م. وعمل كذلك عضواً في لجنة الولايات المتحدة الوطنية لليونسكو من عام 1965م إلى عام 1968م. كما عمل في المجلس القومي للعلو الإنسانية من عام 1966م إلى عام 1970م.  
في أواخر الستينات تولى ايل إدارة مؤسسة ستوفر. وكذلك أنشأت الوريثة آن فوسيث هذه المنظمة لتقديم منح دراسية للطلاب السود لحضور بعض أكاديميات سيج البيضاء بالكامل.
نشأت هذه المدارس الخاصة في جميع أنحاء الجنوب لمساعدة البيض على إبقاء أطفالهم بعيداً عن المدارس العامة المدمجة عنصرياً المنصوص عليها قانوناً. كان هدف فورسيث ليس فقط إفادة القليل من الطلاب السود المختارين، ولكن لفتح عقول الطلاب البيض (لمنع العنصرية). يمكن سماع ايل وزوجته روزماري هاريس اثناء إجراء مقابلات مع المرشحين المحتملين، وطلاب المدارس العامة السود في تسجيلات باقية.

## الإرث والتكريم
تحتفظ جامعة كارولينا الشمالية في مكتبة تشابل هيل، قسم المخطوطات، وأوراق جون ايل (14)، وهو إرشيف يحتوي على مسودات، ومذكرات، ومراسلات، ومواد أخرى تتعلق بكتب ايل العديدة. وكذلك تتضمن مجموعة كبيرة من التسجيلات الصوتية للمقابلات ومقاطع الفيديو والصور الفوتوغرافية التي توثق أنشطة الحقوق المدنية التي لاحظها ايل أثناء كتابته عن الإنسان الحر. تم انتخاب ايل في قاعة مشاهير كارولينا الشمالية الخاصة بالأدباء. كما حصل على جوائز منها: جائزة توماس وولف، وجائزة ليليان سميث للكتاب، وجائزة جون تايلر كالدويل للعلوم الإنسانية وجائزة ماي فلاور.